# Gymnosiphon pauciflorus
Gymnosiphon pauciflorus är en enhjärtbladig växtart som beskrevs av Rudolf Schlechter. Gymnosiphon pauciflorus ingår i släktet Gymnosiphon och familjen Burmanniaceae. Inga underarter finns listade i Catalogue of Life.